# Паралимпийское плавание

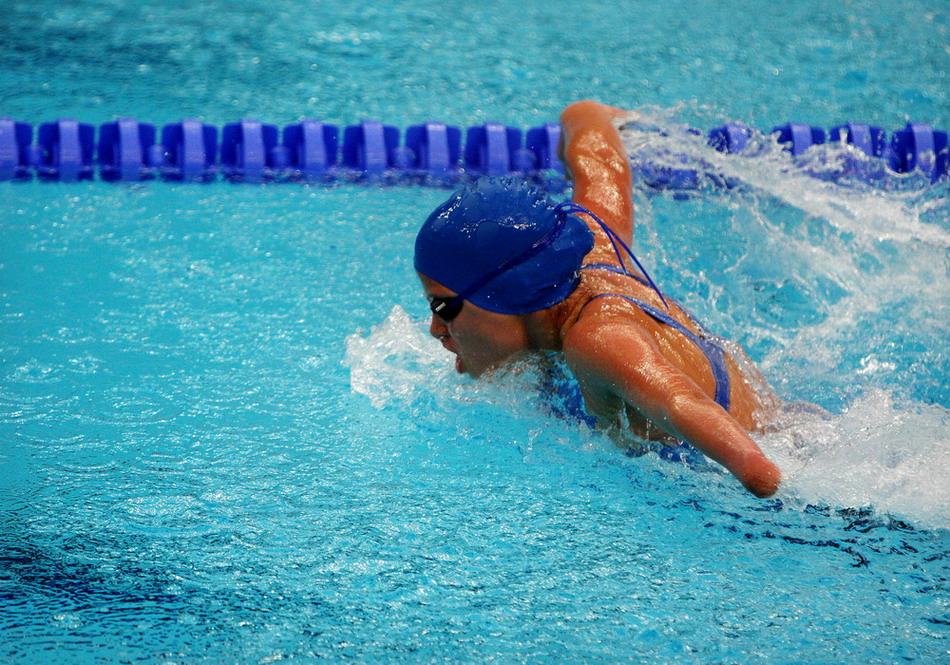
Плаване баттерфляем на Паралимпийских играх 2008

Паралимпийское плавание представляет собой адаптированные соревнования по плаванию для спортсменов с ограниченными возможностями. В паралимпийском плавании Состязаются не только на летних Паралимпийских играх, но в спортивных соревнованиях инвалидов по всему миру. Этот вид спорта регулируется Международным паралимпийским комитетом.

## Правила

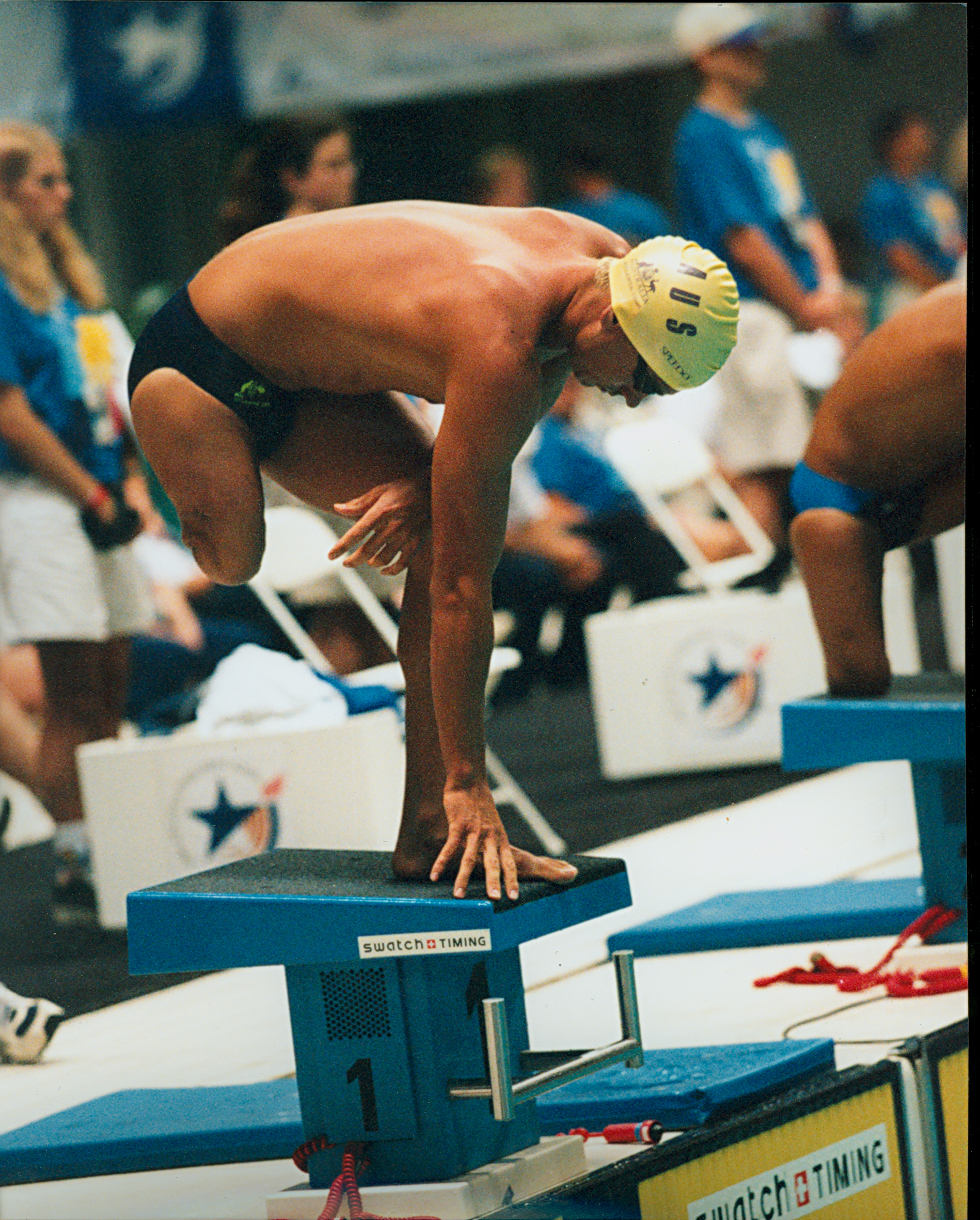
Одноногий пловец из Австралии на старте. Паралимпийские игры 1996

Предусмотрены для паралимпийского плавания стандартные бассейны Международной федерации (FINA) длиной 50 м. Большинство правил для плавания такие же, как и для здоровых пловцов. Значительные различия есть в исходном положение пловцов. Участники-инвалиды могут стартовать, как стоя на платформе, так и сидя на платформе, или прямо в воде. В соревнованиях для слепых и слабовидящих есть специальные люди, которые стоят в конце бассейна и используют специальный шест, чтобы пловец, коснувшись его, смог повернуть обратно или финишировать. Спортсмены в этих соревнованиях обязаны носить защитные затемнённые очки, чтобы и слабовидящих пловцы были на одном уровне с теми, кто полностью слеп.

## История
Паралимпийское плавание было частью программы Паралимпийских игр в первых же играх в Риме в 1960 году и с тех пор через каждые четыре года наблюдается увеличение количества спортсменов и стран, принимающих участие в играх. Триша Зорн из США, завоевавшая 32 золотых, 9 серебряных и 5 бронзовых медалей в период между 1980 и 2004 годами является наиболее титулованной спортсменкой в этом виде спорта. На последних играх в Лондоне в 2012 году участвуют 609 пловцов из 75 стран мира, которые соревнуются за 148 комплектов медалей.
Чемпионаты мира в настоящее время проводятся каждые два года в дополнение к региональным чемпионата. В августе 2010 года в голландском городе Эйндховен на чемпионате мира участвовало 649 спортсменов из 53 стран, которые соревновались за 181 комплектов медалей.